# Flin
Flin is een gemeente in het Franse departement Meurthe-et-Moselle (regio Grand Est) en telt 377 inwoners (2004). De plaats maakt deel uit van het arrondissement Lunéville.

## Geografie
De oppervlakte van Flin bedraagt 11,8 km², de bevolkingsdichtheid is 31,9 inwoners per km².

## Verkeer en vervoer
In de gemeente ligt spoorwegstation Ménil-Flin.
De onderstaande kaart toont de ligging van Flin met de belangrijkste infrastructuur en aangrenzende gemeenten.

## Demografie
De figuur toont het verloop van het inwonertal (bron: INSEE-tellingen).